# Magister Mathias
Magister Mathias, Mats Övidsson eller Mäster Mattias Ovidi, var en av de första svenska retorikerna, den heliga Birgittas förste biktfader och Sveriges främsta medeltida teolog, avled på 1350-talet. 

## Bakgrund
Magister Mathias var en känd man med klassisk skolning; han studerade i Paris och blev magister i teologi och författande. Under sina ungdomsår skapade han verk inom poetik och retorik. Testa nucis, ”Nötskalet”, är ett av hans mest kända verk, en handbok i retorik som beklagligtvis är ofullständigt bevarad. Magister Mathias skrev även handböcker för predikanter; mest framstående är en gigantisk uppslagsbok till Bibeln. Tyvärr har även den största delen av detta verk gått förlorat. Utöver det skrev Magister Mathias en kommentar till Uppenbarelseboken samt boken Homo conditus som gav en översikt över den katolska trosläran i sin helhet. Ett urval ur denna gavs ut på svenska år 1986, '”Vägen till Jerusalem”
Magister Mathias betydelse för heliga Birgitta har bedömts i olika grad, men det råder inga tvivel om att han entusiastiskt engagerade sig i hennes gärning. I en livligt förtjust prolog Stupor et mirabilia ställer sig Magister Mathias bakom äktheten i heliga Birgittas uppenbarelser; prologen har fungerat som ett slags intyg för uppenbarelsens autenticitet.
I Copia exemplorum visar Magister Mathias exempel på lärd retorik full av anaforer, parallellismer och antiteser. Han ägnar sig åt en avancerad retorik ägnad att imponera på en bildad och internationell publik. Här finner vi exempel ägnade att förklara och göra det abstrakta budskapet begripligt samtidigt som han belyser vikten av att underhålla åhörarna och väcka känslor så som skräck, avsky och medlidande. I Copia exemplorium påträffas tre metoder för att övertyga som var grundpelare i antikens talekonst: docere (lära, undervisa) delectare (roa, förnöja) movere (beröra).

## Eftermäle
En väg i Linköping har namngetts efter honom.